# Качановка (Черниговская область)
Качановка (укр. Качанівка) — посёлок в Парафиевской поселковой общине Прилукского района Черниговской области Украины.
Код КОАТУУ — 7421782405. Население по переписи 2001 года составляло 48 человек.

## Географическое положение
Посёлок Качановка находится на левом берегу безымянной реки, которая через 5 км впадает в реку Смош, выше по течению на расстоянии в 0,5 км расположено село Петрушовка, ниже по течению на расстоянии в 5 км расположено село Иваница, на противоположном берегу — село Власовка.
На реке и её притоках сделано несколько запруд. К селу проходит автомобильная дорога Т-2515.
Расстояние от Чернигова составляет около 150 км (автодорогами — 181 км), до Ични — 21 км (автодорогами — около 26 км). Ближайшая железнодорожная станция — Ичня на линии Бахмач—Прилуки Полтавской дирекции железнодорожных перевозок находится в 25 км (также в п.г.т. Парафиевка имеется станция Качановка).
Высота над уровнем моря — 160 метров.

## История
Впервые населённый пункт упоминается в румянцевской описи Малороссии, как водяной «млин», расположенный на реке Смош «в семи верстах от Парафиевки» и принадлежавший ранее приказчику Владиславичей Родионову и казаку из Иваницы Прочаю, которые позже продали его проживавшему в Иванице нежинскому греку Фёдору Болгарину. Последний и основал на этом месте хутор, который в свою очередь, в 1742 году продал «двора Его Императорского Величества певчему Фёдору Ивановичу Каченовскому» за 890 рублей.
Расположенный недалеко на реке Смош ещё один хутор, принадлежавший другому нежинскому греку Фоме Мачемачу и перешедший после его смерти во владение к его пяти дочерям, в 1744 году также был продан «Фёдору Ивановичу Каченовскому, дворянину и шляхтичу» за 1690 рублей. По имени этого владельца хутор и получил название Качановка.
В 1749 году, когда Фёдор Каченовский был пожалован более богатыми «маётностями», он продал Качановку своему брату, секунд-майору Михаилу Каченовскому, обязав его при этом десятую часть помола с водяных мельниц отдавать на Парафиевскую церковь Святого Николая, а другую — на госпиталь для нищих.
В 1771 году по поручению императрицы Екатерины II, хутора Парафиевка и Качановка были куплены в казну и в декабре того же года подарены русскому полководцу графу Петру Алксандровичу Румянцеву-Задунайскому, который решил в своей новой усадьбе создать одну из резиденций президента Малороссийской коллегии и генерал-губернатора Малороссии.
в 1859 году в селе владельческом Кочановка (Коченовка) 3 стана Ичнянской волости, Борзянского уезда Черниговской губернии была церковь православная и 16 дворов и 104 жителя
Есть на карте 1869 года.
С этого момента началась история Качановской усадьбы, которой на протяжении полутора веков владели семьи Румянцевых, Тарновских и Харитоненко и ставшей одним из очагов культуры на Черниговщине.
В годы советской власти в усадьбе располагались детский дом, санаторий и др. лечебные заведения (курортная местность), музей.

## Курорт
Качановка — климатический лесной курорт (в Черниговской обл.), расположенный в 5 км от ж/д ст. Качановка (пос. Парафиевка) Южной железной дороги, в живописной местности. Показания: активные формы туберкулёза легких. Сезон — целый год.

Усадьба, расположенная на окраине села, имеет два уровня. На верхнем плато разместились дворец (инж. М. Мосципанов, по проекту К. Бланка, 1771—1780 гг.), два флигеля и водонапорная башня (1866—1898), образующие парадный двор, беседка Н. Глинки, два служебных корпуса, Георгиевская церковь (ампир, 1817—1826) и прекрасный парк. Нижний уровень — это ландшафтный парк с каскадом из двенадцати прудов, парковыми скульптурами, мостиками и амфитеатром.

Тарновские собрали в Качановке обширную библиотеку и коллекцию высокохудожественных произведений искусства. Их гостями в разное время (в XIX веке) в усадьбе Тарновских в Качановке (теперь основная база курорта) бывали К. Брюллов, И. Репин, Н. Гоголь, Т. Шевченко, Марко Вовчок, В. Жуковский, П. Кулиш, М. Максимович, М. Глинка, С. Гулак-Артемовский и др. деятели украинской и российской культуры.

## Достопримечательности
- Историко-культурный заповедник «Качановка».